# 山岸常人
山岸 常人（やまぎし つねと、1952年 - ）は、建築史家。京都大学名誉教授、京都府立大学特任教授。専門は日本建築史、寺院史。工学博士（東京大学）。北海道出身。

## 略歴

### 学歴
灘高等学校、東京大学工学部都市工学科を経て、1977年、大学院工学系研究科都市工学専攻修士課程修了。

### 職歴
- 1986年 奈良国立文化財研究所研究員
- 1989年 奈良国立文化財研究所主任研究官
- 1995年 神戸芸術大学芸術工学部助教授
- 1996年 京都大学大学院工学研究科助教授
- 2008年 京都大学大学院工学研究科准教授
- 2012年 京都大学大学院工学研究科教授
- 2023年 京都大学を定年退官、京都府立大学特任教授に転任

## 著書
- 『中世寺院社会と仏堂』（塙出版、1990）
- 『建物の見方・しらべ方　江戸時代の寺院と神社』（共著、ぎょうせい、1994）
- 『中世寺院の僧団・法会・文書』（東京大学出版会、2004）
- 『塔と仏堂の旅　寺院建築から歴史を読む』（朝日選書772、朝日新聞社、2005）
- 『日本建築の歴史的評価とその保存』（勉誠社、2020年→新装版、2024年）

### 論文
- 『古代都城制の源流と展開　平城京を中心として』（卒業論文、1975）
- 『歴史的環境の保存に関する研究』（修士論文、1977）
- 『中世佛堂之研究』（博士論文、1986）

CiNii
- CiNii>山岸常人

### 監修
- 前田京美(著)『日輪兵舎 ―戦時下に花咲いた特異な建築』鹿島出版会、2019年8月。ISBN 978-4306046740。